# 荒川詮頼
荒川 詮頼（あらかわ あきより）は、鎌倉時代末期から南北朝時代の武将。吉良氏または戸賀崎（戸崎氏）の支族の荒川頼直の子。将軍足利義詮から偏諱を受け「詮頼」を名乗る。

## 生涯
正慶2年/元弘3年（1333年）、足利尊氏の九州からの上洛作戦に従って各地を転戦した。その功によって建武4年/延元2年（1337年）頃、丹後国守護職に任ぜられた。
貞和5年/正平4年（1349年）から始まる観応の擾乱では、父と共に足利直義方に味方するが、直義の横死後は室町幕府に帰順した。
文和元年/正平7年（1352年）、石見国守護職に任じられ、足利直冬とそれにくみする勢力追討のため石見に赴く。石見には直冬に味方する勢力が多く、益田兼見、周布兼氏などの有力国人は直冬方であり、貞治3年/正平19年（1364年）頃からは、幕府に帰順した大内氏や山名氏が石見への介入を強めた。石見での立ち位置を失った詮頼は同年、石見守護職から罷免され、失意のまま帰京した。
その後、石見守護職は山名時義、大内弘世が継いだが、石見守護を諦め切れない詮頼は、当時絶大な権力を誇っていた管領の細川頼之に訴えて、石見守護職への再任を求めた。永和2年/天授2年（1376年）、石見守護職に再任されると、再び石見に下向して勢力拡大に努めた。
しかし、康暦元年/天授5年（1379年）の康暦の政変で頼之が失脚すると、またもや石見守護職を罷免された。
以降の消息は不明である。
子孫は詮頼の曾孫易氏（）の代に、将軍足利義尚から信濃国伊那郡の一部を与えられ、伊奈を名字とし、後に三河国に移って松平氏の家臣となったとされる（ただし『寛政重修諸家譜』では藤原氏庶流と記載）。